# Modersmål
Et modersmål (eller førstesprog) er det sprog, som et barn vokser op med og lærer af forældrene og andre i omgivelserne. Børn under 10-12 år lærer sprog ved at efterligne det, der tales omkring dem.
Større børn og voksne lærer nye sprog som fremmedsprog (eller andetsprog, tredjesprog osv.). Det betyder, at sproget i høj grad læres ved oversættelse fra og sammenligning af strukturer i de allerede kendte sprog, evt. sammen med undervisning.
Små børn kan udmærket lære to eller flere sprog eller modersmål samtidigt; enten parallelt eller efter hinanden. I de tilfælde lærer de sprogene stort set uafhængigt af hinanden.
Det har derfor ikke den store betydning for mindre børn, om sprogene ligner hinanden eller er meget forskellige. Ældre børn og voksne vil derimod have lettere ved at lære et sprog, der er nært beslægtet med et allerede kendt sprog. Det betyder også, at mindre børn har meget nemmere ved at undgå accent i det nye sprog, idet de ikke som voksne overfører udtale og ordstilling fra et sprog til et andet.
Børn af indvandrere kan tilbydes modersmålsundervisning i skolen. Ofte er det dog fædrelandets officielle sprog, der tilbydes, snarere end barnets egentlige modersmål (fx tyrkisk i stedet for det ubeslægtede kurdisk).

## National-romantikken
I den national-romantiske periode i slutningen af det 19. århundrede blev dansk som modersmål tillagt en nærmest mytisk betydning. Den voksende danske nationalisme definerede sig i høj grad som modsætning til Tyskland, og derfor spillede sproget naturligt en stor rolle.
Hertil kom, at tiden var den danske guldalder med mange store digtere. Flere af dem har lovprist det danske modersmål: Edvard Lembckes "Vort modersmål er dejligt", H.C. Andersens "I Danmark er jeg født" og Grundtvigs "Langt høiere Bjerge" og "Moders Navn er en himmelsk Lyd".